# Mount Brennan
Mount Brennan är ett berg i Antarktis. Det ligger i Östantarktis. Nya Zeeland gör anspråk på området. Toppen på Mount Brennan är 2 800 meter över havet, eller 609 meter över den omgivande terrängen. Bredden vid basen är 1,9 km.
Terrängen runt Mount Brennan är huvudsakligen kuperad, men söderut är den bergig. Trakten är obefolkad. Det finns inga samhällen i närheten.